# العلاقات السلوفاكية النيبالية
العلاقات السلوفاكية النيبالية هي العلاقات الثنائية التي تجمع بين سلوفاكيا ونيبال.

## مقارنة بين البلدين
هذه مقارنة عامة ومرجعية للدولتين:
| وجه المقارنة                                              | سلوفاكيا                                                       | نيبال                             |
| --------------------------------------------------------- | -------------------------------------------------------------- | --------------------------------- |
| المساحة (كم2)                                             | 49.03 ألف                                                      | 147.18 ألف                        |
| عدد السكان (نسمة)                                         | 5.44 مليون                                                     | 29.40 مليون                       |
| الكثافة السكانية (ن./كم²)                                 | 110.95                                                         | 199.76                            |
| العاصمة                                                   | براتيسلافا                                                     | كاتماندو                          |
| اللغة الرسمية                                             | اللغة السلوفاكية                                               | اللغة النيبالية                   |
| العملة                                                    | كرونة سلوفاكية، يورو                                           | روبية نيبالية                     |
| الناتج المحلي الإجمالي (بليون دولار)                      | 95.77 مليار                                                    | 24.47 مليار                       |
| الناتج المحلي الإجمالي (تعادل القوة الشرائية) بليون دولار | 162.34 مليار                                                   | 70.20 مليار                       |
| الناتج المحلي الإجمالي الاسمي للفرد دولار أمريكي          | 16.09 ألف                                                      | 743                               |
| الناتج المحلي الإجمالي للفرد دولار أمريكي                 | 30.46 ألف                                                      | 2.37 ألف                          |
| مؤشر التنمية البشرية                                      | 0.844                                                          | 0.548                             |
| رمز المكالمات الدولي                                      | +421                                                           | +977                              |
| رمز الإنترنت                                              | .sk                                                            | .np                               |
| المنطقة الزمنية                                           | توقيت وسط أوروبا، ت ع م+01:00، ت ع م+02:00، أوروبا/براتيسلافا ‏ | UTC+05:45، التوقيت الموحد لنيبال ‏ |

## منظمات دولية مشتركة
يشترك البلدان في عضوية مجموعة من المنظمات الدولية، منها:
| علم المنظمة | اسم المنظمة                               | تاريخ انضمام سلوفاكيا | تاريخ انضمام نيبال |
| ----------- | ----------------------------------------- | --------------------- | ------------------ |
|             | مؤسسة التنمية الدولية                     | 1993                  | 6 مارس 1963        |
|             | يونسكو                                    | 9 فبراير 1993         | 1 مايو 1953        |
|             | مؤسسة التمويل الدولية                     | 1993                  | 7 يناير 1966       |
|             | منظمة حظر الأسلحة الكيميائية              | ?                     | ?                  |
|             | الأمم المتحدة                             | 19 يناير 1993         | 14 ديسمبر 1955     |
|             | منظمة الشرطة الجنائية الدولية             | ?                     | ?                  |
|             | البنك الدولي للإنشاء والتعمير             | 1993                  | 6 سبتمبر 1961      |
|             | الاتحاد البريدي العالمي                   | ?                     | ?                  |
|             | المركز الدولي لتسوية المنازعات الاستشارية | 26 يونيو 1994         | 6 فبراير 1969      |
|             | وكالة ضمان الاستثمار متعدد الأطراف        | 1993                  | 9 فبراير 1994      |
|             | منظمة التجارة العالمية                    | ?                     | ?                  |
|             | الفريق المعني برصد الأرض                  | ?                     | ?                  |

## وصلات خارجية
- موقع وزارة الخارجية السلوفاكية
- موقع وزارة الخارجية النيبالية